# Lac De L'Épervanche
Pour les articles homonymes, voir Épervanche.
Ne doit pas être confondu avec Lac de l'Épervanche.
Le lac De L'Épervanche est un tributaire de la rivière Natastan, situé dans Eeyou Istchee Baie-James, dans la région administrative du Nord-du-Québec, dans la province de Québec, au Canada. 
Ce plan d'eau fait partie de la réserve faunique des Lacs-Albanel-Mistassini-et-Waconichi. La foresterie constitue la principale activité économique du secteur ; les activités récréotouristiques en second. Les zones environnantes sont propices à la chasse et à la pêche.
Le bassin versant du lac De L'Épervanche est desservi par quelques routes forestières pour la foresterie et les activités récréotouristiques.
La surface du lac De L'Épervanche est habituellement gelée de la fin octobre au début mai, toutefois la circulation sécuritaire sur la glace se fait généralement de la mi-novembre à la fin d'avril.

## Géographie
Les principaux bassins versants voisins du lac De l'Épervanche sont :
- côté nord : lac Mesière, lac Larabel, lac Miskittenau, lac Boisfort, rivière Natastan, rivière Rupert ;
- côté est : lac Bueil, rivière De Maurès, lac Savignac, lac Saint-Urcisse, lac Mistassini ;
- côté sud : lac Savignac, lac De Maurès, lac Samuel-Bédard ;
- côté ouest : lac la Fourche, lac Troilus, lac Testard (rivière Broadback), lac Avranches, lac Canotaicane, lac Robineau.

Situé à l'ouest du lac Mistassini, le lac De l'Épervanche comporte une superficie de 19,03 km2. Ce lac comporte une longueur de 10,0 km, une largeur maximale de 2,0 km et une altitude de 383 m.
Le lac De L'Épervanche comporte deux rangées d'eskers, plusieurs dizaines d'îles, de nombreuses baies et presqu'îles. Les principales caractéristiques de ce lac sont (sens horaire à partir de l'embouchure) :
- une presqu'île s'étirant sur 2,2 km vers le sud-ouest formant du côté Ouest une baie de 2,9 km menant à l'embouchure ;
- une presqu'île rattachée à la rive nord  s'étirant sur 0,9 km vers le sud-est ; cette presqu'île barre une baie (côté Est de la presqu'île) d'une longueur de 1,8 km ;
- un lac non identifié situé au nord-est ;
- une baie s'étirant sur 1,1 km vers l'est, entre deux presqu'îles qui s'avancent vers l'ouest ;
- une presqu'île en forme triangulaire s'étirant vers le sud sur 2,9 km, formant une baie de 2,7 km ;

L'embouchure du lac De L'Épervanche est localisée au fond d'une baie au nord-ouest du lac, soit à :
- 52,4 km à l'ouest du lac Mistassini ;
- 23,3 km au sud-est de l'embouchure de la décharge du lac De l'Épervanche (confluence avec un plan d'eau traversé par la rivière Natastan) ;
- 54,5 km au sud-ouest de l'embouchure du lac Mistassini (confluence avec la rivière Rupert ;
- 74,2 km au sud-est de l'embouchure du lac Mesgouez (lequel est traversé par la rivière Rupert) ;
- 62,7 km au nord-ouest du centre du village de Mistissini (municipalité de village cri) ;

- 110 km au nord-ouest du centre-ville de Chibougamau ;
- 312 km au nord-est de la confluence de la rivière Rupert et de la baie de Rupert[1].

À partir de l'embouchure du lac, la décharge du lac De L'Épervanche coule sur km vers le nord en traversant une série de lacs dont le lac Boisfort, jusqu'à la rive sud de la rivière Natastan. Le courant de cette dernière contourne par le sudde l'île du Sud-Est, pour rejoindre le lac La Bardelière, puis emprunte le cours de la rivière Rupert jusqu'à la Baie James.

## Toponymie
Cette désignation toponymique a été attribuée en 1957 par la Commission de géographie du Québec. Ce toponyme, ainsi que celui du lac Mesière (lac voisin du côté Nord), évoque l'œuvre de vie de Charles-François Mézières (décédé en 1750), chevalier de l'Épervanche (Lépervanche), capitaine de troupe dans la marine française. À l'instar de nombreux officiers de la Nouvelle-France, il voyage beaucoup à travers la colonie, notamment à Détroit en 1725, où il épouse Louise-Suzanne Noland.
En 1731, Mézières devient lieutenant, puis capitaine en 1743, alors qu'il commande le fort Chambly. À sa mort, il dirigeait la garnison du fort de La Prairie depuis un an. Cet officier originaire de Boisset-les-Prévanches en Normandie, se faisait appeler à son arrivée en Nouvelle-France sieur de l'Épervanche. Cette déformation résulte d'un long processus d'altération de la graphie « pervenche », mot désignant une plante à fleurs d'un bleu mauve, qui pousse dans des lieux ombragés, tels des sous-bois. De la famille des Apocynacées, on en trouve trois variétés au Québec.
Le toponyme "lac De L'Épervanche" a été officialisé le 24 avril 1992 par la Commission de toponymie du Québec, soit à la création de la commission.